# Sinocalliergon satoi
Sinocalliergon satoi är en bladmossart som beskrevs av Sakurai 1949. Sinocalliergon satoi ingår i släktet Sinocalliergon, och familjen Amblystegiaceae. Inga underarter finns listade i Catalogue of Life.